# Leichtathletik-Weltmeisterschaften 2005/1500 m der Männer

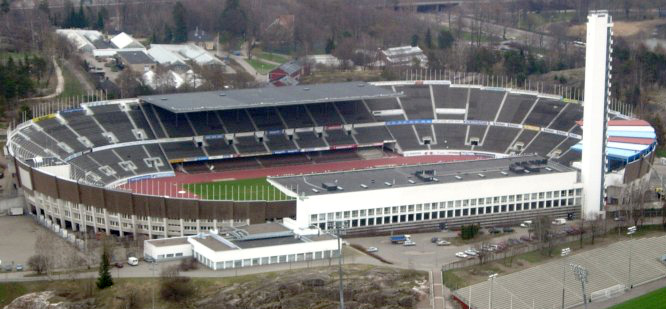
Das Olympiastadion in Helsinki im Mai 2005

Der 1500-Meter-Lauf der Männer bei den Leichtathletik-Weltmeisterschaften 2005 wurde vom 6. bis 10. August 2005 im Olympiastadion der finnischen Hauptstadt Helsinki ausgetragen.
Seinen ersten Weltmeistertitel gewann der Bahrainer Rashid Ramzi. Vier Tage später entschied er auch das Rennen über 800 Meter für sich. Silber ging an den Marokkaner Adil Kaouch. Der portugiesische Olympiadritte von 2004, Vizeeuropameister von 1998 und EM-Dritte von 2002 Rui Silva errang die Bronzemedaille.

## Bestehende Rekorde
| Weltrekord               | 3:26,00 min | Hicham El Guerrouj | Rom, Italien                | 14. Juli 1998   |
| Weltmeisterschaftsrekord | 3:27,65 min | Hicham El Guerrouj | WM 1999 in Sevilla, Spanien | 24. August 1999 |

Der bestehende WM-Rekord wurde bei diesen Weltmeisterschaften nicht eingestellt und nicht verbessert.

## Vorrunde
Die Vorrunde wurde in drei Läufen durchgeführt. Die ersten fünf Athleten pro Lauf – hellblau unterlegt – sowie die darüber hinaus neun zeitschnellsten Läufer – hellgrün unterlegt – qualifizierten sich für das Halbfinale.

### Vorlauf 1
6. August, 20:35 Uhr
| Platz | Name                    | Nation         | Zeit (min) |
| ----- | ----------------------- | -------------- | ---------- |
| 1     | Mehdi Baala             | Frankreich     | 3:36,56    |
| 2     | Tarek Boukensa          | Algerien       | 3:36,70    |
| 3     | Alex Kipchirchir Rono   | Kenia          | 3:36,74    |
| 4     | Kevin Sullivan          | Kanada         | 3:36,80    |
| 5     | Michael East            | Großbritannien | 3:36,84    |
| 6     | Alan Webb               | USA            | 3:36,84    |
| 7     | Yassine Bensghir        | Marokko        | 3:37,11    |
| 8     | Juan Carlos Higuero     | Spanien        | 3:37,40    |
| 9     | Joeri Jansen            | Belgien        | 3:39,43    |
| 10    | Adrian Blincoe          | Neuseeland     | 3:39,54    |
| 11    | Jonas Hamm              | Finnland       | 3:43,20    |
| 12    | Ahmed Mohamed Abdillahi | Dschibuti      | 3:50,92    |
| 13    | Fumikazu Kobayashi      | Japan          | 3:51,76    |
| DNS   | Peter Roko Ashak        | Sudan          |            |

### Vorlauf 2

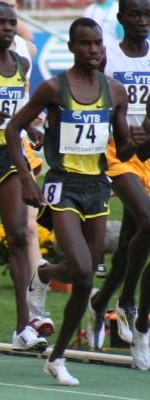
Um einen Rang oder drei Hundertstelsekunden verpasste Daniel Kipchirchir Komen das Halbfinale
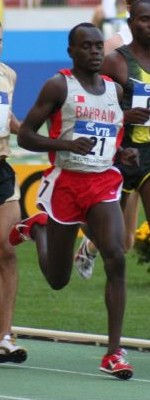
Belal Ali Mansoor schied als Neunter seines Vorlaufs aus
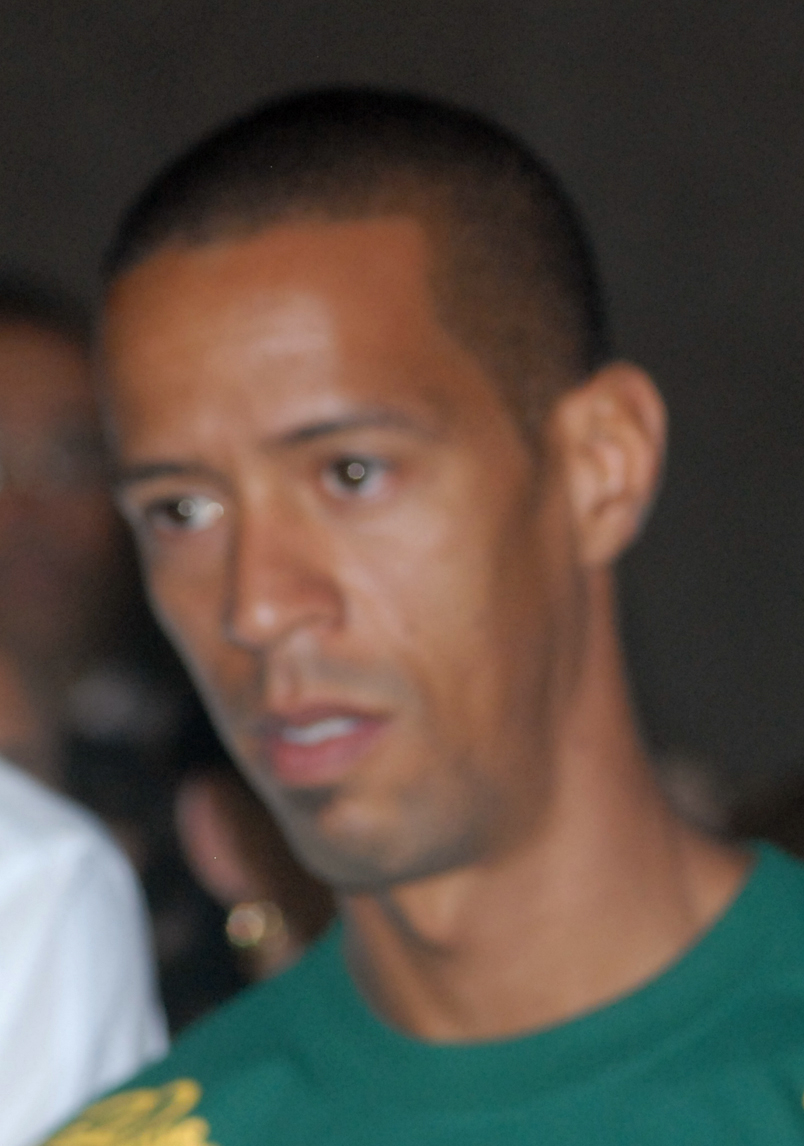
Hudson de Souza – Rang zehn in seinem Vorlauf und damit nicht in der nächsten Runde

6. August, 20:44 Uhr
| Platz | Name                     | Nation         | Zeit (min) |
| ----- | ------------------------ | -------------- | ---------- |
| 1     | Arturo Casado            | Spanien        | 3:41,64    |
| 2     | Adil Kaouch              | Marokko        | 3:41,75    |
| 3     | Christopher Lukezic      | USA            | 3:41,80    |
| 4     | Rui Silva                | Portugal       | 3:41,83    |
| 5     | Daham Najim Bashir       | Katar          | 3:41,88    |
| 6     | Daniel Kipchirchir Komen | Kenia          | 3:41,91    |
| 7     | Mounir Yemmouni          | Frankreich     | 3:42,39    |
| 8     | Antar Zerguelaïne        | Algerien       | 3:43,02    |
| 9     | Belal Ali Mansoor        | Bahrain        | 3:43,15    |
| 10    | Hudson de Souza          | Brasilien      | 3:43,18    |
| 11    | Nick McCormick           | Großbritannien | 3:44,40    |
| 12    | Mulugeta Wendimu         | Äthiopien      | 3:44,42    |
| DNS   | Samwel Mwera             | Tansania       |            |
| DNS   | Alin Soares              | Osttimor       |            |

### Vorlauf 3

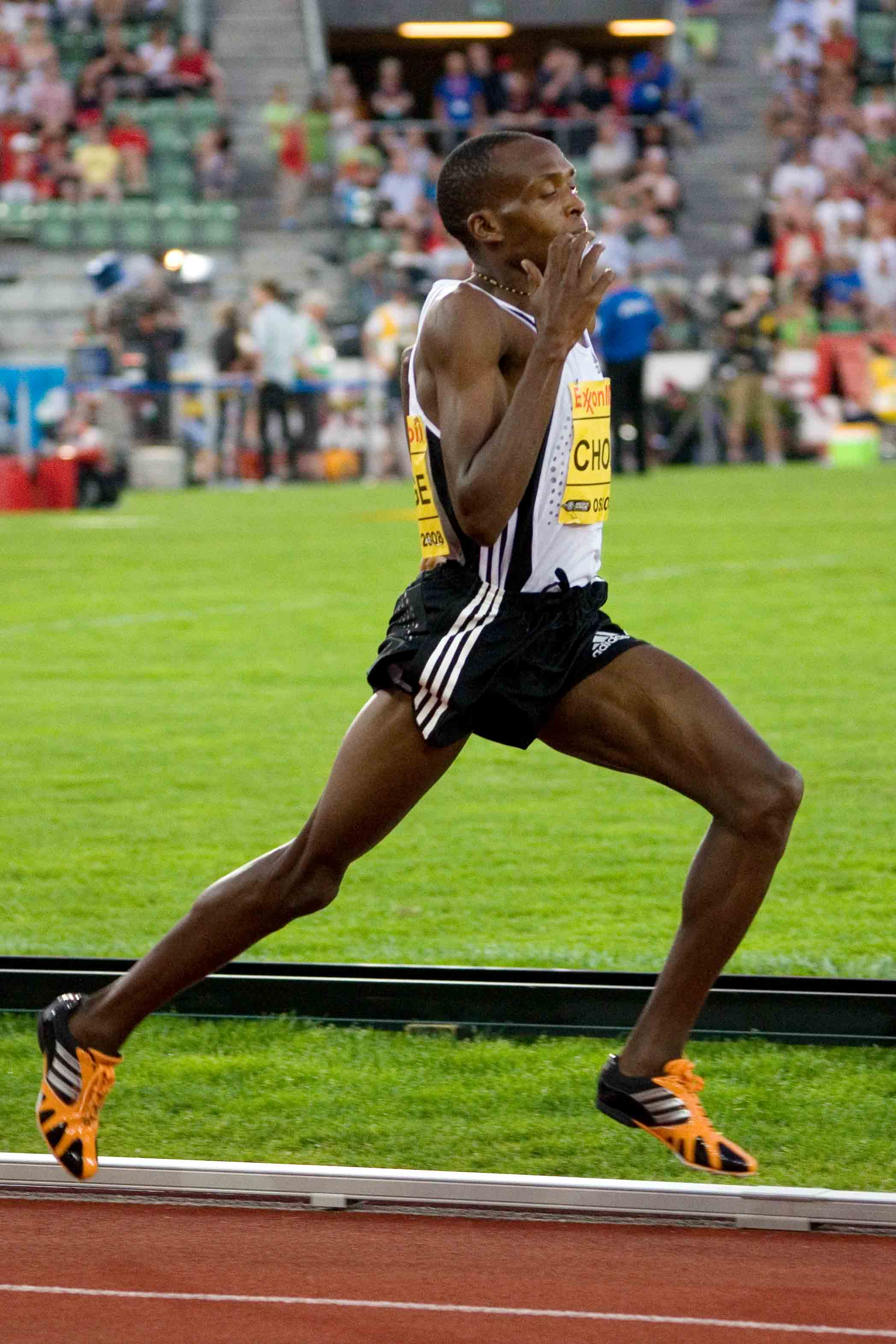
Augustine Kiprono Choge fehlten 27 Hundertstelsekunden, um im Halbfinale noch dabei zu sein

6. August, 20:53 Uhr
| Platz | Name                    | Nation     | Zeit (min) |
| ----- | ----------------------- | ---------- | ---------- |
| 1     | Rashid Ramzi            | Bahrain    | 3:38,32    |
| 2     | Iwan Heschko            | Ukraine    | 3:38,84    |
| 3     | Nick Willis             | Neuseeland | 3:38,89    |
| 4     | Reyes Estévez           | Spanien    | 3:38,93    |
| 5     | Markos Geneti           | Äthiopien  | 3:38,94    |
| 6     | Youssef Baba            | Marokko    | 3:38,96    |
| 7     | Rob Myers               | USA        | 3:40,16    |
| 8     | Nathan Brannen          | Kanada     | 3:40,69    |
| 9     | Johan Cronje            | Südafrika  | 3:41,43    |
| 10    | Augustine Kiprono Choge | Kenia      | 3:41,70    |
| 11    | James Nolan             | Irland     | 3:42,53    |
| 12    | Armen Asyran            | Armenien   | 4:03,21    |
| DNS   | Kamel Boulahfane        | Algerien   |            |

## Halbfinale
In den beiden Halbfinalläufen qualifizierten sich die jeweils ersten fünf Athleten – hellblau unterlegt – sowie die darüber hinaus zwei zeitschnellsten Läufer – hellgrün unterlegt – für das Finale.

### Halbfinallauf 1
8. August, 20:05 Uhr
| Platz | Name                  | Nation     | Zeit (min) |
| ----- | --------------------- | ---------- | ---------- |
| 1     | Adil Kaouch           | Marokko    | 3:40,51    |
| 2     | Arturo Casado         | Spanien    | 3:40,61    |
| 3     | Alex Kipchirchir Rono | Kenia      | 3:40,68    |
| 4     | Rui Silva             | Portugal   | 3:40,72    |
| 5     | Reyes Estévez         | Spanien    | 3:40,73    |
| 6     | Nick Willis           | Neuseeland | 3:40,87    |
| 7     | Kevin Sullivan        | Kanada     | 3:41,00    |
| 8     | Mehdi Baala           | Frankreich | 3:41,34    |
| 9     | Youssef Baba          | Marokko    | 3:42,12    |
| 10    | Rob Myers             | USA        | 3:42,38    |
| 11    | Johan Cronje          | Südafrika  | 3:42,77    |
| 12    | Markos Geneti         | Äthiopien  | 3:42,80    |

Im ersten Halbfinale ausgeschiedene Läufer:

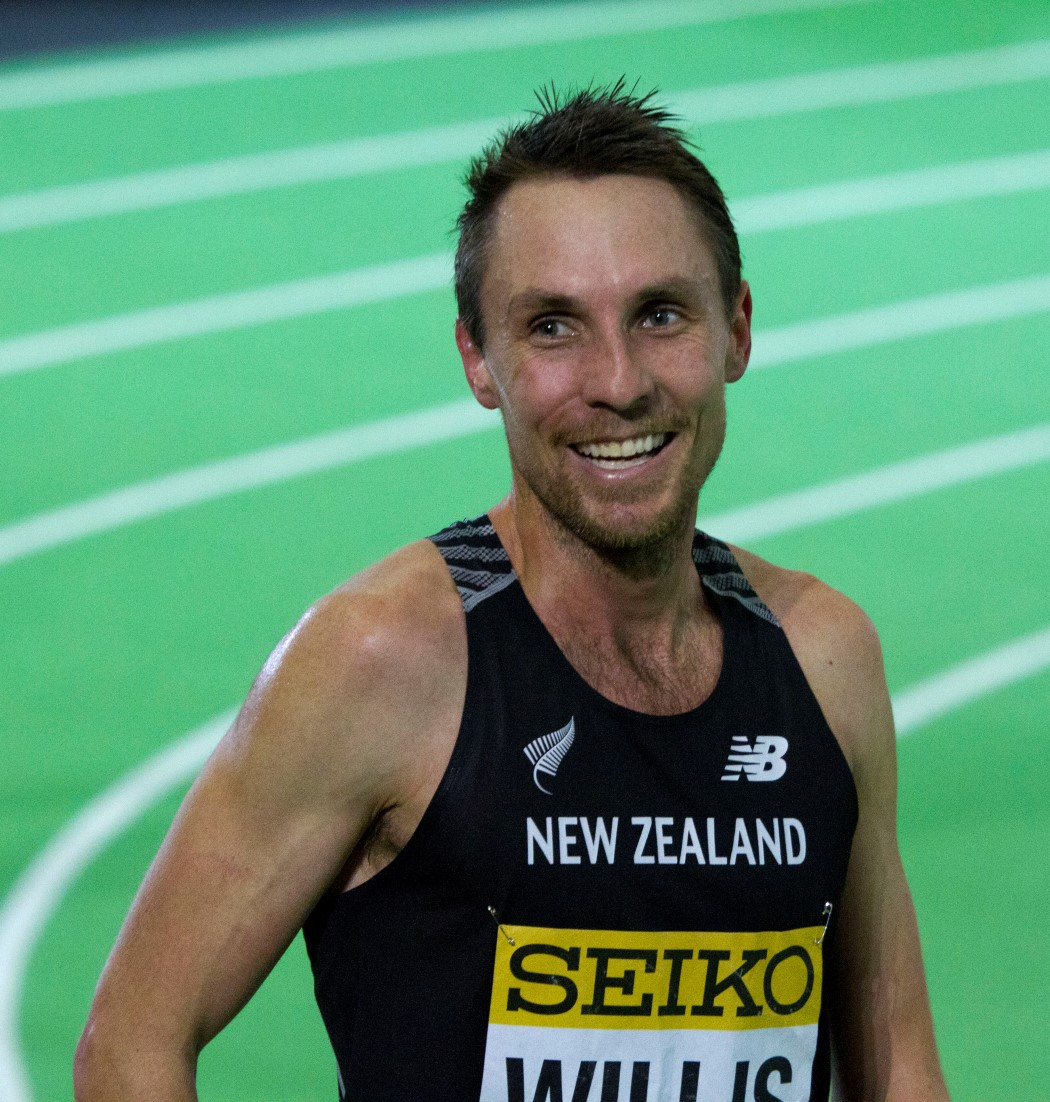
Nick Willis Rang sechs in 3:40,87 min
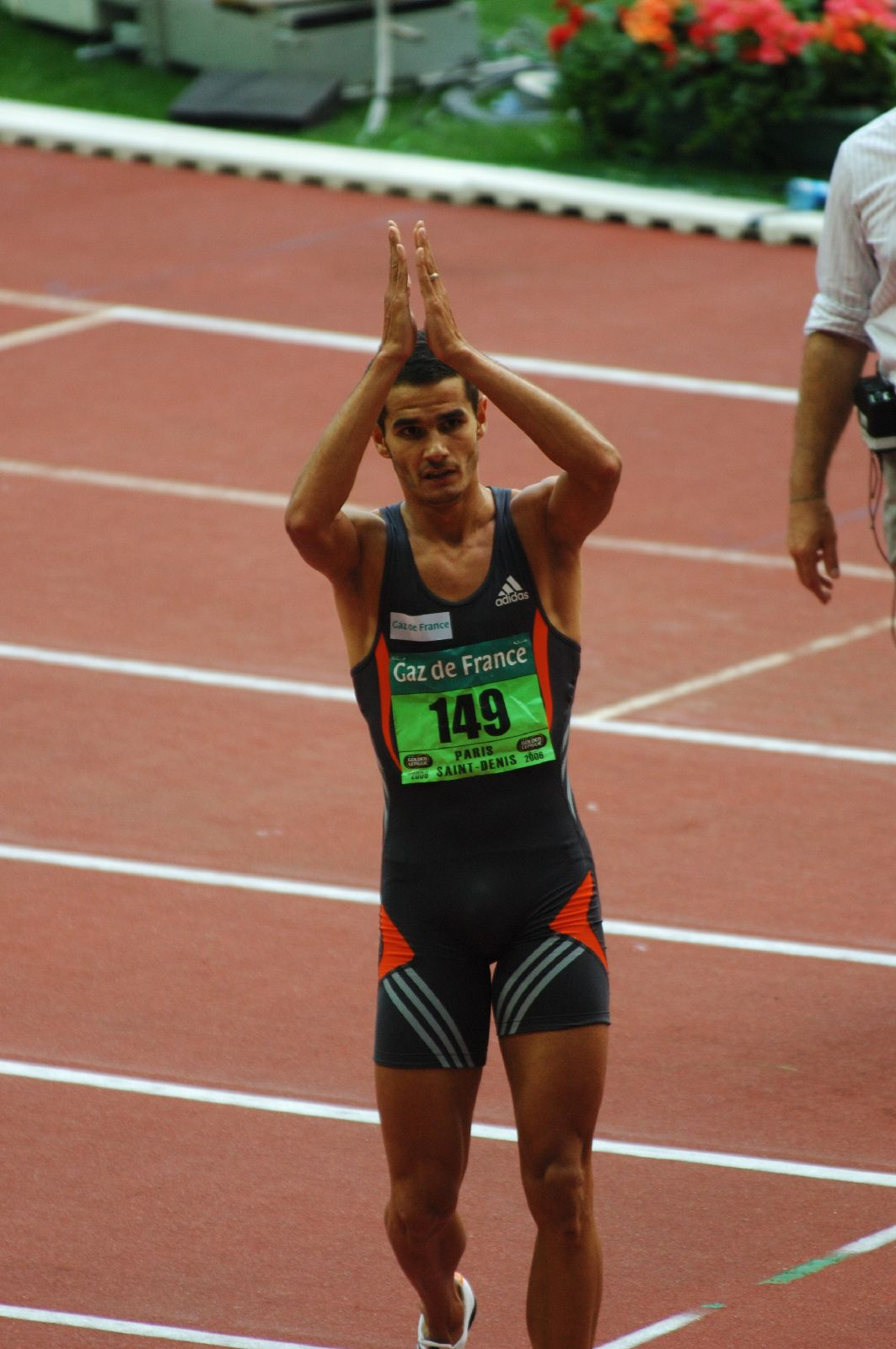
Mehdi Baala Rang acht in 3:41,34 min
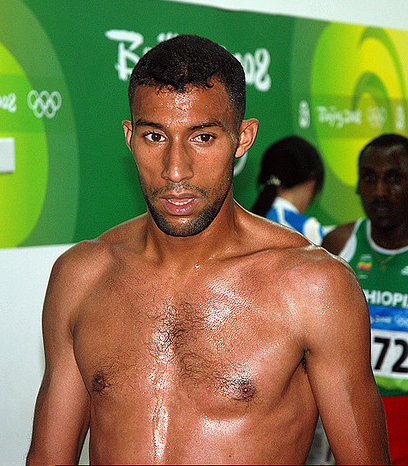
Youssef Baba Rang neun in 3:42,12 min
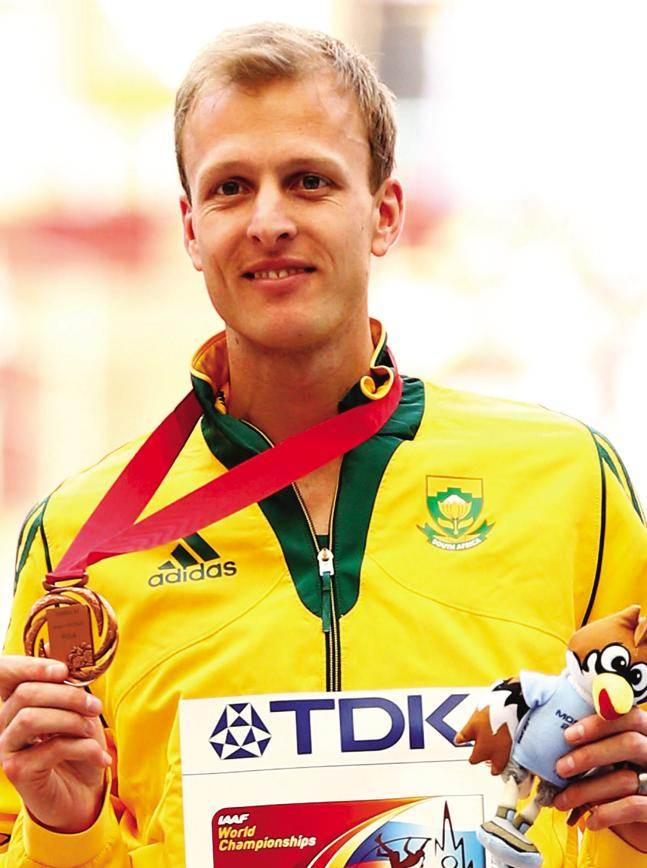
Johan Cronje Rang elf in 3:42,77 min
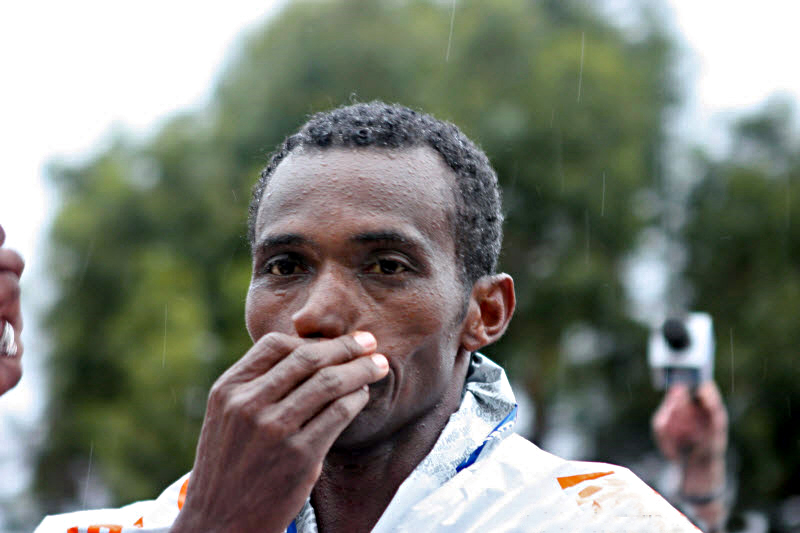
Markos Geneti Rang zwölf in 3:42,80 min

### Halbfinallauf 2

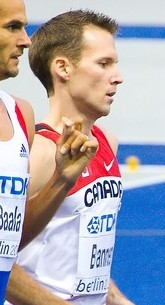
Nathan Brannen (rechts) erreichte als Zehnter seines Halbfinals in 3:39,37 min nicht den Endlauf

8. August, 20:15 Uhr
| Platz | Name                | Nation         | Zeit (min) |
| ----- | ------------------- | -------------- | ---------- |
| 1     | Rashid Ramzi        | Bahrain        | 3:34,69    |
| 2     | Alan Webb           | USA            | 3:36,07    |
| 3     | Tarek Boukensa      | Algerien       | 3:36,14    |
| 4     | Daham Najim Bashir  | Katar          | 3:36,38    |
| 5     | Iwan Heschko        | Ukraine        | 3:36,60    |
| 6     | Juan Carlos Higuero | Spanien        | 3:36,65    |
| 7     | Yassine Bensghir    | Marokko        | 3:36,76    |
| 8     | Christopher Lukezic | USA            | 3:37,20    |
| 9     | Adrian Blincoe      | Neuseeland     | 3:38,20    |
| 10    | Nathan Brannen      | Kanada         | 3:39,37    |
| 11    | Michael East        | Großbritannien | 3:40,27    |
| 12    | Joeri Jansen        | Belgien        | 3:44,88    |

## Finale

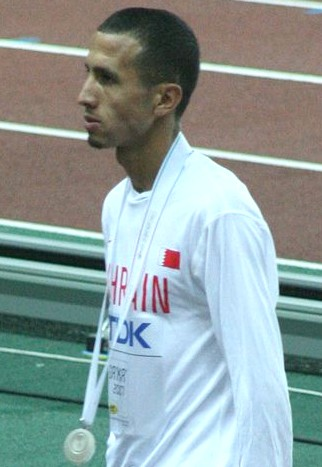
Rashid Ramzi mit seinem ersten WM-Titel, vier Tage später folgte sein zweiter über 800 Meter

10. August, 22:10 Uhr
| Platz | Name                  | Nation   | Zeit (min) |
| ----- | --------------------- | -------- | ---------- |
| 1     | Rashid Ramzi          | Bahrain  | 3:37,88    |
| 2     | Adil Kaouch           | Marokko  | 3:38,00    |
| 3     | Rui Silva             | Portugal | 3:38,01    |
| 4     | Iwan Heschko          | Ukraine  | 3:38,71    |
| 5     | Arturo Casado         | Spanien  | 3:39,45    |
| 6     | Juan Carlos Higuero   | Spanien  | 3:40,34    |
| 7     | Alex Kipchirchir Rono | Kenia    | 3:40,43    |
| 8     | Tarek Boukensa        | Algerien | 3:41,01    |
| 9     | Alan Webb             | USA      | 3:41,04    |
| 10    | Daham Najim Bashir    | Katar    | 3:43,48    |
| 11    | Reyes Estévez         | Spanien  | 3:46,65    |
| 12    | Yassine Bensghir      | Marokko  | 3:50,19    |

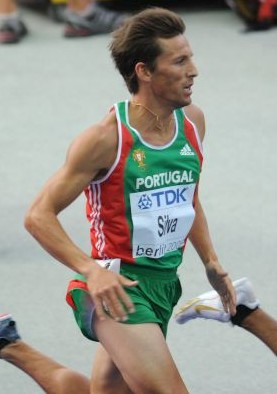
Bronzemedaillengewinner Rui Silva –  2004 war er Olympiadritter, 1998 Vizeeuropameister und 2002 EM-Dritter
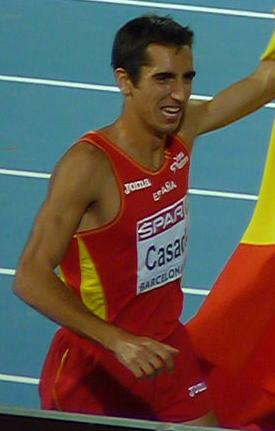
Rang fünf für Arturo Casado
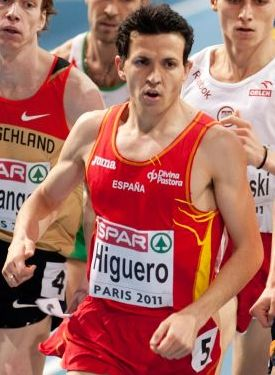
Juan Carlos Higuero belegte Rang sechs
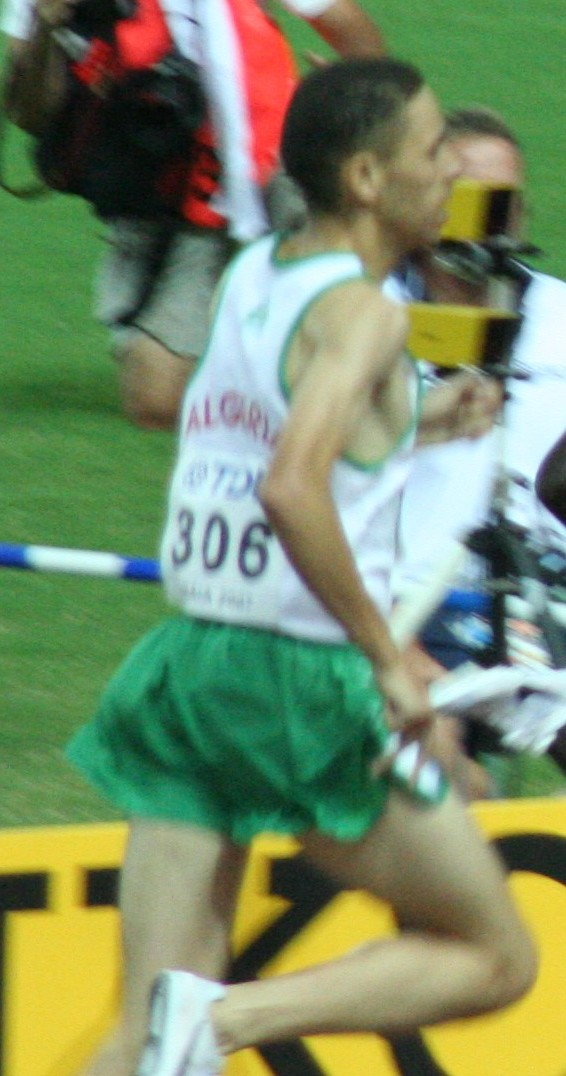
Tarek Boukensa kam auf den achten Platz
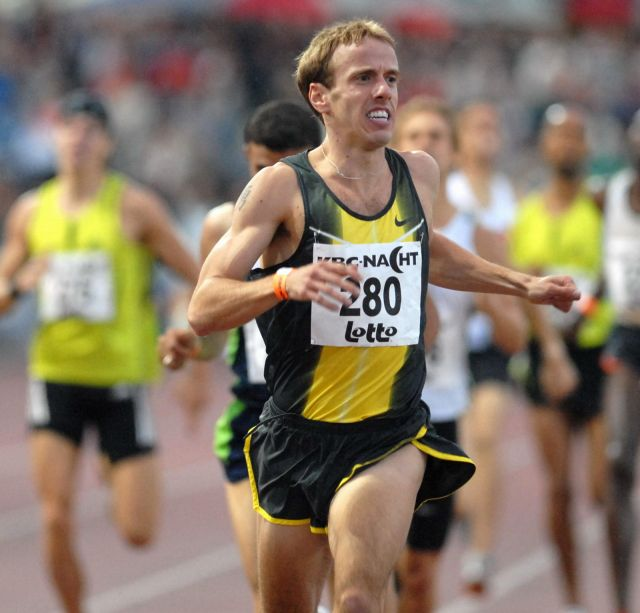
Alan Webb erreichte Platz neun
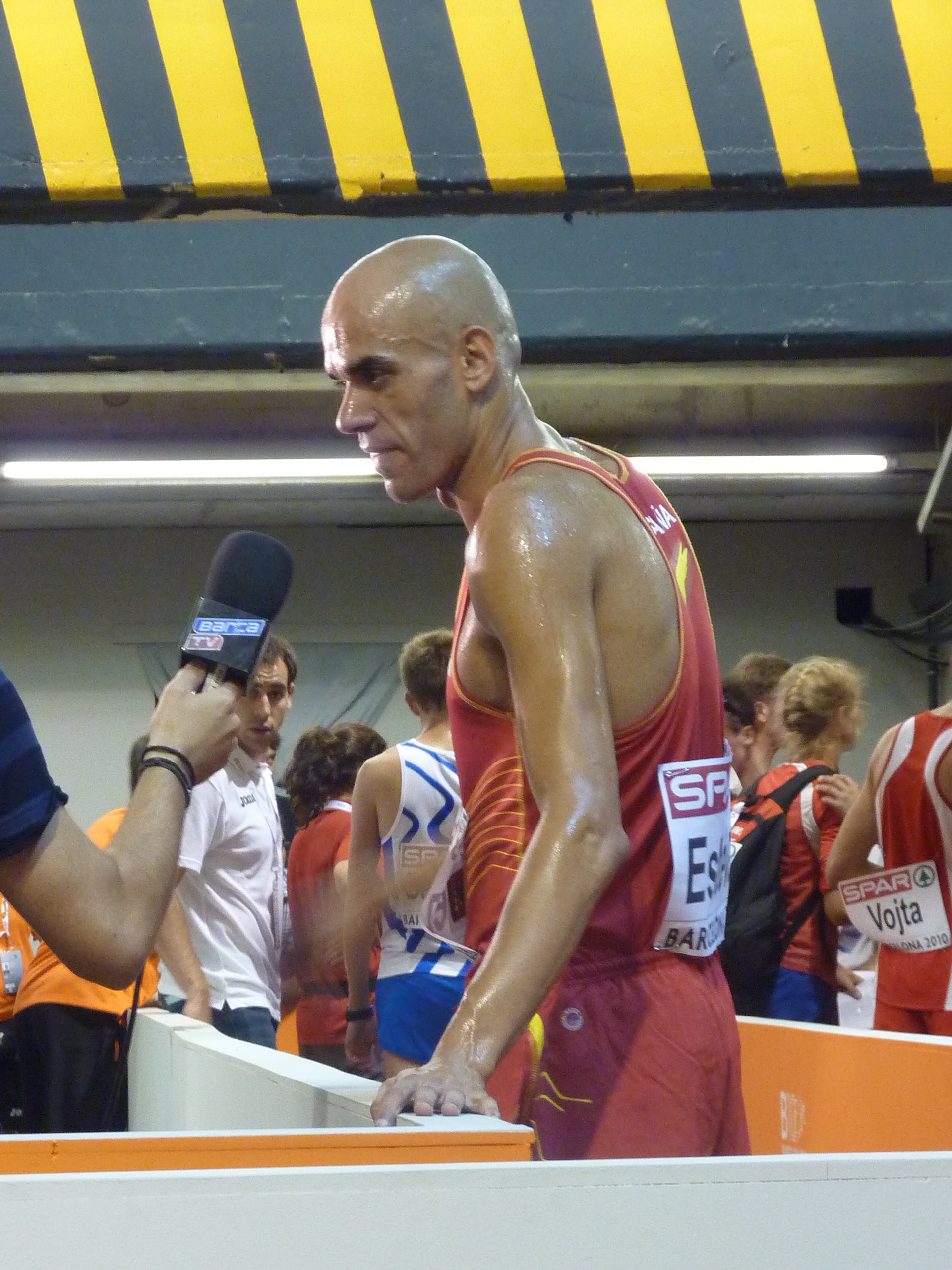
Reyes Estévez, zweifacher WM-Dritter (1997/1999), 1998 Europameister und 2002 Vizeeuropameister, wurde Elfter
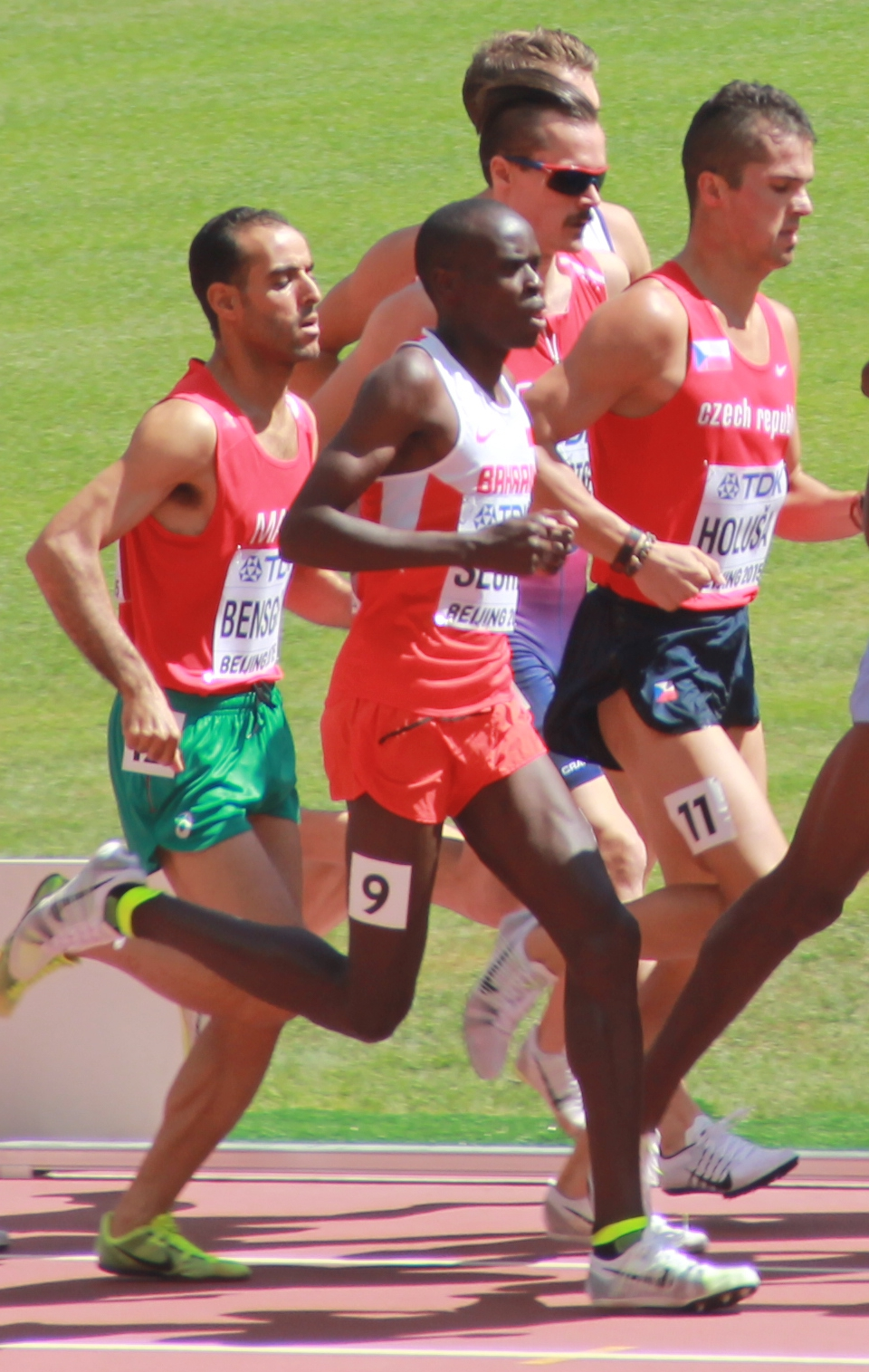
Yassine Bensghir (ganz links) – Rang zwölf in diesem Finale

## Video
- 2005 World Championship Men's 1500m, youtube.com, abgerufen am 26. September 2020